# Porträtt av en äldre kvinna
Porträtt av en äldre kvinna är ett porträtt i olja av Frans Hals. Målningen är från 1633 och ingår från 1930-talet i Andrew W. Mellon Collection på National Gallery of Art i Washington D.C. i USA.

## Motiv
Frans Hals gjorde många beställningsporträtt under 1630-talets första del. Målningen avbildar en välbärgad borgarkvinna från Haarlem eller möjligen någon annan holländsk stad, som levde i Nederländska förbundsrepubliken, en period då Nederländerna blomstrade ekonomiskt och kulturellt. Namnet på den avporträtterade kvinnan är inte känt, men Frans Hals har  skrivit dit hennes ålder – 60 år – i målningens bakgrunden till vänster.  
Kvinnan är klädd i svarta kläder, med en brokadjacka och en satinkjol. Under jackan ses blusärmar med spets. Klädedräkten är av ett snitt, som börjat bli omodernt vid avporträtteringstillfället. Runt halsen har hon en veckad och stärkt kvarnstenskrage, som är förstärkt med dold metalltråd för att få sin komplicerade form. På huvudet har hon en vit spetshätta. Hon håller en liten bibel eller bönbok i sin högra hand och ser betraktaren i ögonen med ett självmedvetet leende med sluten mun. Med vänster hand håller hon stolskarmen med ett fast grepp. 
Kvinnan ger med religiös bok och svart klänning en from utstrålning. Kvinnans självsäkerhet uttrycks genom glimten i ögonen och det fasta greppet om stolskarmen.

## Kompletterande målning

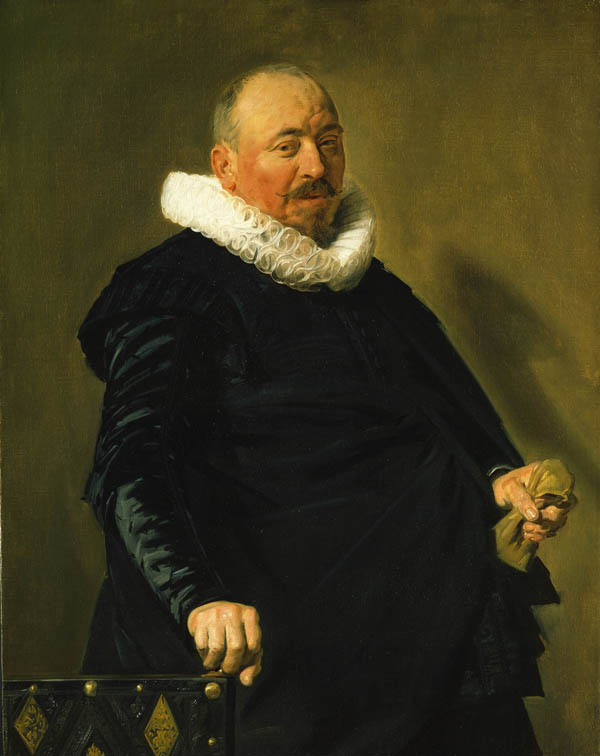
Frans Hals: Porträtt av en äldre man på Frick Collection

Porträtt av holländska borgare av detta slag gjordes ofta samtidigt av båda makarna i ett par vid denna tid, med mannen stående mot höger och kvinnan sittande mot vänster. Det har därför diskuterats om Frans Hals också gjort ett porträtt av en stående äldre man. Det har framkastats av den tysk amerikanske konsthistorikern Wilhelm Valentiner (1880–1958) att målningen Stående äldre man, som finns på Frick Collection i New York i USA, är en sådan pendang. Denna målning saknar anteckning om tillkomstår, men dateras till 1625–1649. Den har ungefär samma mått: 115,5 cm hög och 91,5 cm bred. Bägge målningarna är dock idag något beskurna i förhållande till de ursprungliga dukarna.

## Inskription
"AETAT SVAE 60 / ANo 1633"

## Proveniens
- såld av Jurriaans 1817
- konsthandlaren Cornelius Sebille Roos (1754–1820) i Amsterdam
- Charlotte Camille Boucher de la Rupelle (1833–1911) i Paris
- såld 1905 till galleristen Charles Sedelmeyer (1837–1925) i Paris
- tillhörig den tysk-judiske entreprenören Henri James Simon (1851-1932) i Berlin, omkring 1906
- av den nederländske konstsamlaren Abraham Preyer (1862–1927) såld 1919 till Duveen Brothers, Inc. i London, New York och Paris)
- ägd tillsammans av Thos. Agnew & Sons, Ltd. i London juni-december 1919
- sålt i juni 1920 till Andrew W. Mellon (1855–1937)
- donerad 1934 till The A.W. Mellon Educational and Charitable Trust